# Zygocystis putanea
Zygocystis putanea is een soort in de taxonomische indeling van de Myzozoa, een stam van microscopische parasitaire dieren. Het organisme komt uit het geslacht Zygocystis en behoort tot de familie Monocystidae. Zygocystis putanea werd in 1859 ontdekt door Lachman.